# 広野海岸通
広野海岸通（ひろのかいがんどおり）は静岡県静岡市駿河区にある町名。丁目を持たない単独町名である。住居表示未実施。郵便番号は設定されていない。

## 地理
駿河区の用宗漁港の東側に位置し、北に広野と隣接している。広野海岸公園と用宗フィッシャリーナの2施設が設置されている。

## 歴史
- 1999年（平成11年）11月22日 - 広野の南側の海岸を埋め立てて新設。
- 2002年（平成14年） - 広野海岸公園がオープンする。
- 2005年（平成17年）4月1日 - 政令指定都市化により、行政区が駿河区となる。

## 世帯数と人口
現在住宅はない。
| 町丁       | 世帯数 | 人口 |
| ---------- | ------ | ---- |
| 広野海岸通 | 0世帯  | 0人  |

## 施設
- 広野海岸公園
- 用宗フィッシャリーナ